# 荒谷大輔
荒谷 大輔（あらや だいすけ、1974年 - ）は、日本の哲学者。慶應義塾大学教授。専攻は哲学、倫理学。

## 略歴
宮城県仙台第一高等学校卒、東京大学教養学部理科一類をへて文学部卒、同大学院倫理学科博士課程単位取得退学。2005年「捻れたイマージュ :ベルクソンにおける認識論と存在論の交錯」で博士（文学）。江戸川大学社会学部人間心理学科准教授、教授。

## 著書
- 『LIVE』(サンクチュアリ出版、トムソーヤbooksシリーズ） 1996
- 『西田幾多郎 - 歴史の論理学』（講談社、再発見 日本の哲学） 2008　ISBN 978-4062787543
- 『「経済」の哲学 - ナルシスの危機を越えて』（せりか書房） 2013　ISBN 978-4796703222
- 『ラカンの哲学 哲学の実践としての精神分析』（講談社選書メチエ） 2018

### 共著
- 『ラカン「アンコール」解説』（佐々木孝次, 林行秀, 小長野航太共著、せりか書房） 2013　ISBN 978-4796703253